# Bastard (Band)
Bastard war eine deutsche Rockband, die 1977 in Hannover in der Besetzung Günther Gruschkuhn (Rhythmus-Gitarre, Gesang), Thomas Korn (Schlagzeug), Ulli Meißner (Lead-Gitarre, Gesang), Karl-Heinz Rothert (Gesang, Bass) gegründet wurde. Ein entscheidender Charterfolg blieb ihr versagt.

## Geschichte
Mitte 1977 entstand die erste LP, Back to the Nature, aufgenommen im Tonstudio der Werkstatt Wedesbüttel bei Braunschweig und abgemischt in den Teldec-Studios Hamburg. Back to the Nature erschien auf dem Teldec-Label Nova und wurde in Europa und Nordamerika vertrieben. Der gleichnamige Titelsong brachte es 1979 auf Platz 4 der Heavy-Metal-Charts im britischen Musikmagazin Sounds. Das zweite Album Tearing Nights wurde 1978 ebenfalls in den Hamburger Teldec-Studios aufgenommen und produziert. Das dritte Album Live and Alive wurde im Herbst 1979 im Kieler Veranstaltungszentrum Ball Pompös sowie im Hamburger Club Sounds von Conny Planks Mobile Studio live mitgeschnitten. Das Album Live and Alive erschien bei der hannoverschen Firma Lava Records und kam 1980 als LP in Deutschland, den Niederlanden und Italien in den Handel. Es folgten Auftritte als Vorgruppe von AC/DC auf ihrer Powerage-Tour in Deutschland im Oktober 1978 und 1980 als Vorgruppe von Judas Priest.
Im Juni 1980 verließ der Gitarrist Ulli Meißner die Band, um als Studiomusiker und Arrangeur weiterzuarbeiten. 1981 wurde Meißner von dem Gitarristen Ullus Steinvorth ersetzt. Fritz Randow ersetzte Anfang 1981 Thomas Korn am Schlagzeug. Im Oktober 1983 kam die Urbesetzung noch einmal zusammen, um in Rom die Titel Scream in the Night und WAR als Soundtrack für den Science-Fiction-Film, She - Eine verrückte Reise in die Zukunft zu komponieren und aufzunehmen.

## Stil
Das Konzept der Band war gitarrenbetonter Hard Rock mit ausgefeilten Gesangslinien, sparsam schnörkellos und durchsichtig arrangiert. Vorbilder waren die englischen Bands Free und Bad Company.

## Diskografie
- 1977 – Back to the Nature (Vinyl, LP, Album)
- 1978 – Tearing Nights (Vinyl, LP, Album)
- 1980 – Live and Alive (Vinyl, LP, Live-Album)
- 1984 – She – Eine verrückte Reise in die Zukunft (Soundtrack)
- 2024  – Live and Alive (CD, Live-Album, remastered)

Andere Veröffentlichungen
- 2024 – Heavy Kraut 2 (CD, Verschiedene Künstler)